# Iris fosteriana
Iris fosteriana är en irisväxtart som beskrevs av James Edward Tierney Aitchison och John Gilbert Baker. Iris fosteriana ingår i släktet irisar, och familjen irisväxter. Inga underarter finns listade i Catalogue of Life.

## Bildgalleri

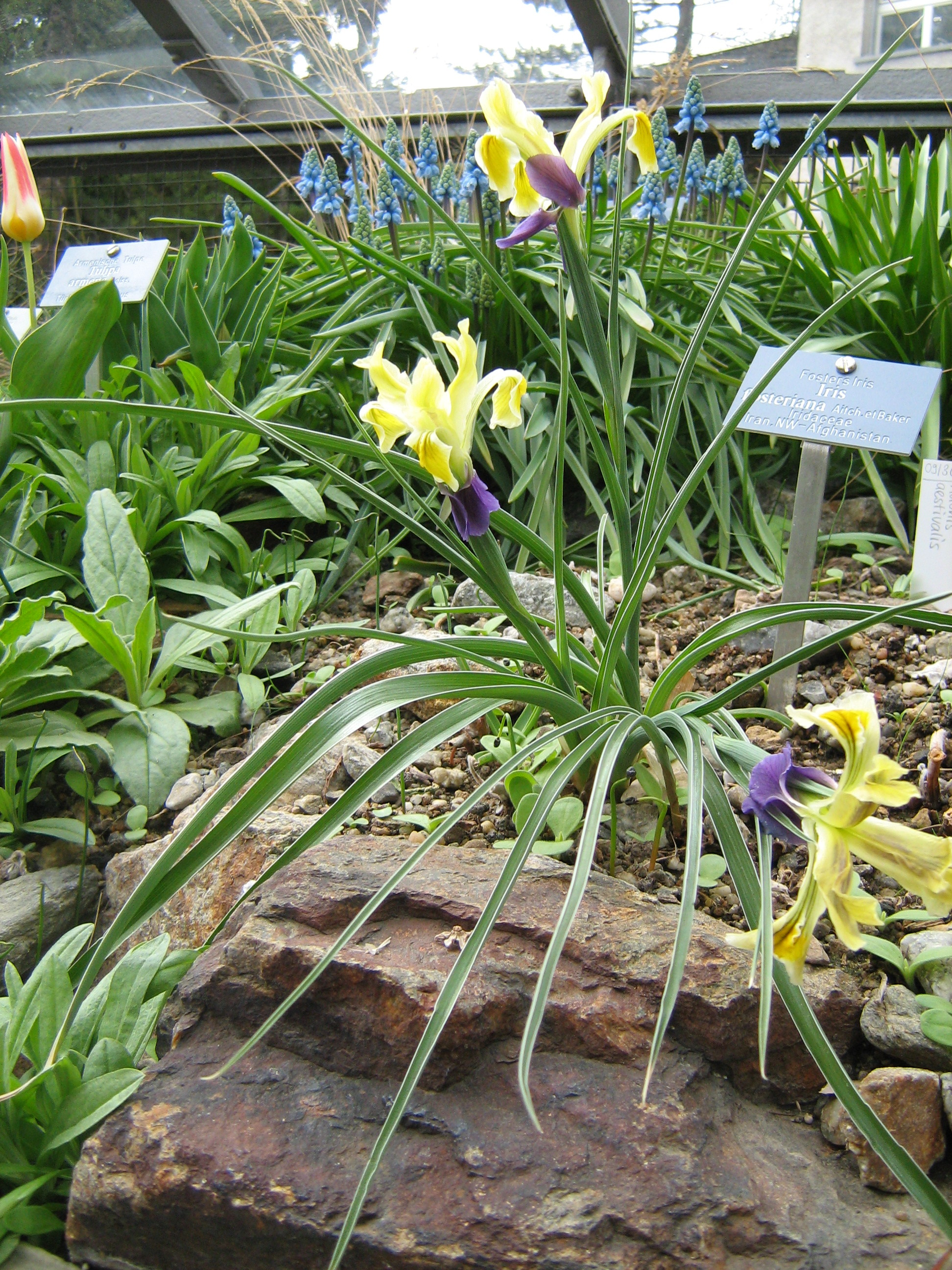